# Timbres du Luxembourg 2005
Cet article recense les timbres du Luxembourg  émis en 2005 par l'Entreprise des Postes et Télécommunications (P&T Luxembourg).
| Sommaire    | Sommaire | Sommaire | Sommaire |
| ----------- | -------- | -------- | -------- |
| Janvier     | Février  | Mars     | Avril    |
| Mai         | Juin     | Juillet  | Août     |
| Septembre   | Octobre  | Novembre | Décembre |
| Généralités | Légende  | Sources  |          |

## Généralités
Les émissions porte la mention « LUXEMBOURG POSTES » et une valeur faciale libellée en euro (€).

## Légende
Pour chaque timbre, le texte rapporte les informations suivantes :
- date d'émission, valeur faciale et description ;
- formes de vente ;
- artistes concepteurs et genèse du projet ;
- manifestation premier jour ;
- date de retrait, tirage et chiffres de vente ;
- des informations utiles pour une émission donnée.

## Janvier

### Présidence de l'Union européenne
Le 25 janvier, pour l'exercice de la présidence du Conseil européen par le Luxembourg, est émis un carnet de huit timbres autocollants composé de quatre illustrations différentes. Ces timbres sont à validité permanente et porte la lettre A : ils permettent l'affranchissement d'une lettre normalisée de moins de 20 grammes à destination du Luxembourg. Chacun des timbres représentent un aspect du pays : un bâtiment moderne accueillant des services, la campagne avec l'arche romane de la basilique d'Echternach et avec un coteau de vignes descendant vers la Moselle, près de Remich, et le sud industriel du pays avec une pièce d'acier rouillé. Chaque timbre et la couverture du carnet porte le logotype de la présidence luxembourgeoise du Conseil européen.
Les timbres de format 3,75 × 2,4 cm représentent des photographies de Patrick Müller mises en page par l'agence Concept Factory. Ils sont imprimés en photogravure, la couverture en offset par Joh Enschedé Security Printers, imprimerie néerlandaise de Haarlem.

## Mars

### Centre hospitalier neuro-psychiatrique Ettelbruck
Le 15 mars, est émis un timbre commémoratif de 0,50 € pour les 150 ans du Centre hospitalier neuropsychiatrique d'Ettelbruck. La peinture qui illustre le timbre a été réalisée au cours d'une thérapie par un des patients du centre.
La peinture est l'œuvre de A. Huberty, mise en page par l'agence Binsfeld Conseils. De format carré de 3,4 cm de côté, le timbre est imprimé en offset en feuille de vingt exemplaires par Cartor Security Print, à La Loupe, en France.

### 50 ans Parlement du Benelux
Le 15 mars, est émis un timbre de 0,60 € pour le cinquantenaire du Parlement du Benelux, organe consultatif du Benelux, émanant des parlements de Belgique, du  Luxembourg et des Pays-Bas. Le timbre représente la façade des sièges de ces trois institutions.
Le timbre de 4,5 × 3,4 cm est dessiné par Roland Vandenbrouke et mis en page par l'agence Binsfeld Conseils. Le timbre est imprimé en offset en feuille de vingt exemplaires par Cartor Security Print, à La Loupe, en France.

### GAMM 2005
Le 15 mars, est émis un timbre de 0,60 € annonçant l'organisation du Congrès international de mathématiques appliquées et de mécanique à l'Université du Luxembourg par la Gesellschaft für Angewandte Mathematik und Mechanik (GAMM), en mars 2005. Le dessin représente les déplacements d'air dans une turbine d'une centrale hydro-électrique.
Le dessin est une réalisation du Va Tech Hydro de Zurich, en Suisse, mis en page par l'agence Binsfeld Conseils. De format carré de 3,4 cm de côté, le timbre est imprimé en offset en feuille de vingt exemplaires par Cartor Security Print, à La Loupe, en France.

### Rotary International
Le 15 mars, est émis un timbre commémoratif de 0,50 € pour le centenaire de l'association philanthropique Rotary International. Le timbre met en scène le logotype de l'association au sein d'un élément reprenant les couleurs du drapeau luxembourgeois ; c'est un des rares timbres du centenaire du Rotary qui ne reprend pas le logotype seul.
Le timbre de 3 × 4 cm est dessiné par Ady Deville, membre du Rotary International d'Esch-sur-Alzette. Il est imprimé en offset en feuille de vingt exemplaires par Cartor Security Print, à La Loupe, en France.

### Série touristique
Le 15 mars, sont émis trois timbres touristiques. Le 0,50 € est consacré à la fabrique de chaussures Tétange, sur la commune de Kayl, devenu le centre culturel Schungfabrik doté notamment d'un théâtre. Le 0,60 € célèbre le cinquantenaire de l'Office national du tourisme (ONT) avec un panorama urbain et l'adresse du site web de l'ONT. Le 1,00 € rappelle la construction par les ouvriers des Minière et Métallurgique de Rodange (MMR) : la partie droite montre du métal en fusion travaillé dans la fonderie jusqu'en 1978 ; la partie gauche montre la statue de saint Éloi, ornant l'autel d'une chapelle, et que les ouvriers ont réalisé au début de la seconde moitié du XXe siècle.
La photographie du 0,50 € est signée Christian Mill, celle du 0,60 € est fournie par l'ONT et celle du 1,00 € par le syndicat d'initiative de Rodange. Les 0,50 et 0,60 € sont de même composition et mesurent 4 × 3,15 cm, le 1,00 € mesure 4,4 × 3,1 cm. Ils sont imprimés en offset et en feuille de vingt unités par Joh Enschedé Security Printers, imprimerie néerlandaise de Haarlem.

## Mai

### Europa: la gastronomie
Le 24 mai, dans le cadre de l'émission Europa sont émis deux timbres de 0,50 € et 0,60 € sur le thème annuel commun « la gastronomie ». Les deux plats nationaux sélectionnés sont le Judd mat Gaardebounen : du porc fumé aux haricots, et le Feierstengszalot, salade à base de morceaux de bœuf.
Les deux photographies sont de Guy Hoffmann. Les timbres carrés de 3,4 cm de côté sont imprimés en offset par Cartor Security Print, imprimerie française de La Loupe. Ils sont conditionnés en feuille de vingt.

### Postocollants
Le 24 mai, sont émis deux roulettes de cent timbres autocollants, l'une composée de timbres de 0,25 €, l'autre de 0,50 €. Les timbres montrent des doigts détachant un papier autocollant coloré permettant de révéler la valeur faciale du timbre sur fond blanc : de jaune à rouge en passant par deux teintes d'orange pour les 0,25 €, quatre nuances de vert pour les 0,50 €.
Les timbres de 2,5 × 3 cm sont conçus par Vidale & Gloesener et imprimé en photogravure par Joh Enschedé Security Printers, imprimerie de Haarlem, aux Pays-Bas.
Les roulettes sont vendus dans des boîtes de distribution en carton au prix de 24 euros pour les 0,25 € (soit 1 euro d'économie pour l'acheteur) et 48 euros pour les 0,50 € (soit 2 euros d'économie). L'EPT permet aux collectionneurs d'acheter deux bandes de quatre timbres des deux valeurs au prix de la valeur faciale totale des huit timbres, soit 3 euros.

### Salle de concerts Grande-Duchesse Joséphine-Charlotte
Le 24 mai, est émis un timbre de 0,50 € pour l'inauguration de la salle de concerts Grande-Duchesse Joséphine-Charlotte par un festival de musique du 26 juin au 3 juillet suivants. Le timbre est illustré de la façade moderne du bâtiment.
L'illustration est signée du cabinet d'architectes de Christian de Portzamparc. Le timbre de 6 × 2,465 cm est imprimé en offset et en feuille de dix exemplaires par Joh Enschedé Security Printers, imprimerie de Haarlem, aux Pays-Bas.

### Trains historiques
Le 24 mai, sont émis trois timbres sur d'anciens trains ayant circulé au Luxembourg. Le 0,50 € représente la voiture C3f no 357 - CVE 35 De Jhangeli devant la gare de Niederpallen, reliques conservées de la ligne de Noerdange à Martelange en service de 1890 à 1953. Le 0,60 € évoque le Parc industriel et ferroviaire de Fond-de-Gras, créé en 1985 et dont la locomotive représentée sur le timbre doit être la nouvelle pièce exposée et en fonctionnement pour la saison 2005 : la AL 6114 est l'une des trois dernières locomotives conservées qui a circulé sur la ligne Guillaume Luxembourg, premier réseau ferroviaire luxembourgeois. Le 2,50 € conclut la série avec une voiture PH 408, modèle PH habituel sur les lignes luxembourgeoises de 1905 aux années 1960. Les deux derniers timbres montrent des pièces constituant l'animation « Train 1900 » préparée par l'Association des musée et tourisme ferroviaires (AMTF).
Les illustrations sont préparées par l'agence Advantage SA. Les timbres de 3,84 × 2,766 cm sont imprimés en photogravure et en feuille de vingt unités par l'Imprimerie du timbre de Malines, en Belgique.

## Septembre

### Les Couleurs du Luxembourg
Le 27 septembre, est émis un carnet « les Couleurs du Luxembourg » de huit timbres autocollants à validité permanente « A » pour une lettre de moins de 20 grammes à destination du Luxembourg. Les couleurs du pays sont représentées en 2005 à travers quatre minéraux locaux : les conglomérats de Folschette, le grès de Luxembourg, du minerai de fer et les schistes de l'Éislek.
Les photographies sont fournies par le service géologique de l'administration des ponts et autoroutes du grand-duché, mises en par l'agence Repères. Les timbres sont imprimés en offset par Cartor Security Printing, imprimeur français de La Loupe.

### Papillons
Le 27 septembre, sont émis trois timbres sur trois espèces de papillons : le machaon (Papilio machaon, 0,35 €), le tabac d'Espagne (Argynnis paphia, 0,70 €) et l'Argus bleu-nacré (Lysandra corindon, 1,80 €).
Les photographies des spécimens sont de Guy Hoffmann. Les timbres de 3,84 × 2,8 (l'inverse pour le 0,70 € vertical) sont imprimés en offset en feuille de vingt exemplaires par l'Imprimerie du timbre, à Malines, en Belgique.

### Jean-Pierre Pescatore, philanthrope, 1793-1855
Le 27 septembre, est émis un timbre commémoratif de 0,50 € pour le cent-cinquantenaire de la mort du philanthrope Jean-Pierre Pescatore. Homme d'affaires qui connut plusieurs secteurs d'activités (le tabac, la banque, la viticulture, etc.), Pescatore utilisa sa richesse pour constituer une collection d'art et se montrer généreux. À côté de son portrait, le timbre montre un détail de la façade de l'hospice pour personnes âgées qu'il fit bâtir.
Le timbre de 4,02 × 2,766 cm est dessiné et gravé par Guillaume Broux. Il est imprimé en photogravure et taille-douce par l'Imprimerie du timbre, à Malines, en Belgique. Il est conditionné en feuille de vingt unités.

### Marcel Reuland, écrivain luxembourgeois, 1905-1956
Le 27 septembre, est émis un timbre commémoratif de 0,90 € pour le centenaire de la naissance de l'écricain luxembourgeois Marcel Reuland. Son œuvre est illustrée sur le timbre par une palissade et un arbre séparant deux propriétés, décor de sa pièce en luxembourgeois, Gudd Noperen.
Le timbre de 4,02 × 2,766 cm est dessiné et gravé par Guillaume Broux. Il est imprimé en photogravure et taille-douce par l'Imprimerie du timbre, à Malines, en Belgique. Il est conditionné en feuille de vingt unités.

### Marie-Henriette Steil, écrivain, 1898-1930
Le 27 septembre, est émis un timbre commémoratif de 1,00 € pour le 75e anniversaire de la mort de l'écrivain Marie-Henriette Steil, une des rares femmes luxembourgeoises de lépoque à exercer cet art. Peu connue, le timbre représente d'ailleurs le seul portrait connu, effectué par Pierre Blanc et publié dans les Cahiers luxembourgeois en mai 1926.
Le timbre de 2,766 × 4,02 cm est dessiné et gravé par Guillaume Broux. Il est imprimé en photogravure et taille-douce par l'Imprimerie du timbre, à Malines, en Belgique. Il est conditionné en feuille de vingt unités.

## Décembre

### Chien guide d'aveugle
Le 6 décembre, est émis un timbre de 0,70 € en hommage au chien guide d'aveugle. Sur un fond bleu foncé, se reconnaît la silhouette jaune d'un chien guide équipé d'un harnais blanc permettant à un aveugle de se laisser guider par l'animal. La valeur faciale est gaufrée en braille sur le timbre.
Le timbre de format 4 × 3 cm est dessiné par l'agence Vidale & Gloesener. Il est imprimé en offset en feuille de vingt exemplaires par Cartor Security Printing, imprimeur français de La Loupe.

### Noël 2005
Le 6 décembre, est émis un timbre de Noël de 0,50 € portant une surtaxe de bienfaisance de 0,05 €. Le dessin montre, sous les flocons de neige, des passants affairés à préparer Noël devant l'hôtel des Postes d'Esch-sur-Alzette, bâtiment des années 1930 conçu par l'architecte Nicolas Schmit-Noesen (1899-1964).
Formant un carré de 3,8 cm de côté, le timbre est dessiné par Pit Weyer et imprimé en feuille de douze et en offset par Joh Enschedé Security Printers, imprimeur néerlandais de Haarlem.

### Sports populaires
Le 6 décembre, sont émis quatre timbres de bienfaisance sur le thème des sports populaires : le patinage artistique (0,50 + 0,05 €), le basket-ball (0,70 + 0,10 €), le judo (0,90 + 0,10 €) et le tennis (1,00 + 0,10 €). Deux sports (patinage artistique et tennis) sont représentés effectués par des femmes.
Les timbres de format 3,1 × 4 cm sont dessinés par Eugène Kalmus (patinage artistique et tennis) et Olmic (basket-ball et judo). Ils sont imprimés en offset par Cartor Security Printing, imprimerie française de La Loupe. Ils sont conditionnés en feuille de vingt unités.

### Source
- (en) Page du site des Postes et Télécommunications du grand-duché sur les émissions 2005. Une notice présente le timbre et le sujet du timbre.